# Trzebielino
Trzebielino (Treblin fino al 1945) è un comune rurale polacco del distretto di Bytów, nel voivodato della Pomerania.
Ricopre una superficie di 225,45 km² e nel 2004 contava 3 710 abitanti.